# Спецназ (телесериал, США, 1975)
«Спецна́з» (англ. S.W.A.T.) — американский криминально-драматический экшен телесериал, который выходил на телеканале ABC с 17 февраля 1975 года по 3 апреля 1976 года. Сериал является спин-оффом телесериала «Новобранцы», который выходил в 1972—1976 годах. «Спецназ» рассказывает о группе специального назначения, которая действует в неназванном городе штата Калифорния.
Как и «Новобранцы», «Спецназ» был спродюсирован Леонардом Голдбергом и Аароном Спеллингом. Музыкальную тему написал Барри Де Ворзон, которая стала хитовым синглом 1976 года для группы Rhythm Heritage, эта композиция знакома русскоязычным зрителям по телепрограмме "Брейн-ринг".
Фильм-адаптация «S.W.A.T.: Спецназ города ангелов» был выпущен в прокат в 2003 году. Главные роли в картине сыграли Колин Фаррелл и Сэмюэл Л. Джексон. Стив Форрест появился в камео — водитель полицейской машины, а Род Перри исполнил роль отца персонажа LL Cool J.
В мае 2017 года стало известно, что телеканал CBS запустил в разработку ребут шоу; премьера сериала состоялась в ноябре 2017 года.

## В ролях
- Стив Форрест — сержант Дэн «Хондо» Харельсон
- Род Перри — сержант Дэвид «Дикон» Кэй
- Роберт Ульрих — офицер Джим Стрит
- Марк Шера — офицер Доминик Лука
- Джеймс Коулман — офицер Ти Джей Маккейб
- Эллен Уэстон — Бетти Харельсон